# Calcio Monza 1988-1989
Questa pagina raccoglie le informazioni riguardanti il Calcio Monza nelle competizioni ufficiali della stagione 1988-1989.

## Stagione
Nella stagione 1988-1989 il Monza ha un nuovo stadio, il Brianteo, che viene inaugurato il 28 agosto 1988 nella terza giornata della Coppa Italia, superando per 2-1 la Roma di Nils Liedholm. 
Ritornata dopo due stagioni in Serie B, il Monza ottiene 34 punti, salvandosi grazie alla miglior classifica avulsa nei confronti di Empoli e Brescia. 
Affidato ancora a Pierluigi Frosio, il Monza chiude il girone di andata con 15 punti, in penultima posizione. Nel girone di ritorno raccoglie 4 punti in più, punti che risultano alla fine decisivi per ottenere la salvezza. 
I migliori marcatori stagionali sono stati Maurizio Ganz con 13 reti e Pierluigi Casiraghi anche lui in doppia cifra con 10.
Nella Coppa Italia il Monza nel girone 5 della prima fase riesce a superare il turno con Roma e Como. Nella seconda fase perde tutte e tre le partite con Sampdoria (che vincerà il torneo), Atalanta e Bari.

## Rosa
| N. |                   | Ruolo | Calciatore          |
| -- | ----------------- | ----- | ------------------- |
|    | Italia (bandiera) | C     | Marco Bolis         |
|    | Italia (bandiera) | P     | Simone Braglia      |
|    | Italia (bandiera) | D     | Massimo Brioschi    |
|    | Italia (bandiera) | A     | Pierluigi Casiraghi |
|    | Italia (bandiera) | C     | Gianmario Consonni  |
|    | Italia (bandiera) | D     | Roberto Fontanini   |
|    | Italia (bandiera) | A     | Maurizio Ganz       |
|    | Italia (bandiera) | C     | Gianluca Gaudenzi   |
|    | Italia (bandiera) | D     | Cristiano Giaretta  |
|    | Italia (bandiera) | D     | Carmelo Mancuso     |

| N. |                   | Ruolo | Calciatore              |
| -- | ----------------- | ----- | ----------------------- |
|    | Italia (bandiera) | D     | Massimiliano Nardecchia |
|    | Italia (bandiera) | P     | Giulio Nuciari          |
|    | Italia (bandiera) | A     | Anselmo Robbiati        |
|    | Italia (bandiera) | D     | Fulvio Rondini          |
|    | Italia (bandiera) | D     | Gianpaolo Rossi         |
|    | Italia (bandiera) | C     | Fulvio Saini            |
|    | Italia (bandiera) | C     | Franco Salvadè          |
|    | Italia (bandiera) | C     | Giovanni Stroppa        |
|    | Italia (bandiera) | D     | Diego Voltolini         |
|    | Italia (bandiera) | D     | Francesco Zanoncelli    |

## Risultati

### Serie B

#### Girone di andata
| Monza 11 settembre 1988 1ª giornata | Monza                         | 0 – 0 | Empoli | Stadio Brianteo\| Arbitro: \| Quartuccio (Torre Annunziata) \| |
| Arbitro:                            | Quartuccio (Torre Annunziata) |       |        |                                                                |

| Arbitro: | Di Cola (Avezzano) |

|              |           |              |
| Lombardo 63’ | Marcatori | 57’ Gaudenzi |

| Monza 25 settembre 1988 3ª giornata | Monza           | 0 – 0 | Catanzaro | Stadio Brianteo\| Arbitro: \| Boggi (Salerno) \| |
| Arbitro:                            | Boggi (Salerno) |       |           |                                                  |

| Arbitro: | Boemo (Cervignano del Friuli) |

|                    |           |              |
| Casiraghi 48’, 80’ | Marcatori | 86’ Vincenzi |

| Arbitro: | Pucci (Firenze) |

|                                  |           |  |
| Armenise 37’ (rig.) Catanese 77’ | Marcatori |  |

| Arbitro: | Cornieti (Forlì) |

|                  |           |  |
| Ganz 11’ Stroppa | Marcatori |  |

| Arbitro: | Piana (Modena) |

|             |           |  |
| Signori 57’ | Marcatori |  |

| Arbitro: | Bruni (Arezzo) |

|             |           |                   |
| Mancuso 54’ | Marcatori | 53’, 66’ Padovano |

| Arbitro: | Calabretta (Catanzaro) |

|           |           |  |
| Nappi 83’ | Marcatori |  |

| Monza 13 novembre 1988 10ª giornata | Monza           | 0 – 0 | Padova | Stadio Brianteo\| Arbitro: \| Boggi (Salerno) \| |
| Arbitro:                            | Boggi (Salerno) |       |        |                                                  |

| Arbitro: | Iori (Parma) |

|                             |           |              |
| Schillaci 11’ Cambiaghi 56’ | Marcatori | 1’ Casiraghi |

| Monza 27 novembre 1988 12ª giornata | Monza               | 0 – 0 | Sambenedettese | Stadio Brianteo\| Arbitro: \| Bailo (Novi Ligure) \| |
| Arbitro:                            | Bailo (Novi Ligure) |       |                |                                                      |

| Arbitro: | Bruni (Arezzo) |

|             |           |           |
| Minotti 83’ | Marcatori | 59’ Saini |

| Arbitro: | Calabretta (Catanzaro) |

|             |           |  |
| Pileggi 61’ | Marcatori |  |

| Monza 18 dicembre 1988 15ª giornata | Monza                         | 0 – 0 | Ancona | Stadio Brianteo\| Arbitro: \| Frattin (Castelfranco Veneto) \| |
| Arbitro:                            | Frattin (Castelfranco Veneto) |       |        |                                                                |

| Udine 31 dicembre 1988 16ª giornata | Udinese           | 0 – 0 | Monza | Stadio Friuli\| Arbitro: \| Cafaro (Grosseto) \| |
| Arbitro:                            | Cafaro (Grosseto) |       |       |                                                  |

| Monza 8 gennaio 1989 17ª giornata | Monza              | 0 – 0 | Licata | Stadio Brianteo\| Arbitro: \| Stafoggia (Pesaro) \| |
| Arbitro:                          | Stafoggia (Pesaro) |       |        |                                                     |

| Arbitro: | Iori (Parma) |

|             |           |                    |
| Biagini 70’ | Marcatori | 87’ (rig.) Mancuso |

| Monza 22 gennaio 1989 19ª giornata | Monza               | 0 – 0 | Bari | Stadio Brianteo\| Arbitro: \| Amendolia (Messina) \| |
| Arbitro:                           | Amendolia (Messina) |       |      |                                                      |

#### Girone di ritorno
| Arbitro: | Trentalange (Torino) |

|            |           |  |
| Caccia 50’ | Marcatori |  |

| Arbitro: | Acri (Novi Ligure) |

|               |           |            |
| Casiraghi 17’ | Marcatori | 26’ Avanzi |

| Arbitro: | Sanguineti (Chiavari) |

|             |           |  |
| Palanca 50’ | Marcatori |  |

| Arbitro: | Piana (Modena) |

|                |           |  |
| Beccalossi 30’ | Marcatori |  |

| Arbitro: | Stafoggia (Pesaro) |

|                       |           |                       |
| Ganz 3’ Casiraghi 62’ | Marcatori | 46’ Sasso 80’ Attrice |

| Arbitro: | Beschin (Legnago) |

|  |           |             |
|  | Marcatori | 80’ Salvadè |

| Arbitro: | Guidi (Bologna) |

|                                  |           |  |
| Mancuso 41’ (rig.) Ganz 48’, 68’ | Marcatori |  |

| Arbitro: | Bruni (Arezzo) |

|              |           |           |
| Venturin 14’ | Marcatori | 79’ Bolis |

| Monza 2 aprile 1989 28ª giornata | Monza              | 0 – 0 | Genoa | Stadio Brianteo\| Arbitro: \| Felicani (Bologna) \| |
| Arbitro:                         | Felicani (Bologna) |       |       |                                                     |

| Arbitro: | Nicchi (Arezzo) |

|                                    |           |                             |
| Simonini 78’ (rig.) Fermanelli 87’ | Marcatori | 62’ Ganz 81’ (rig.) Mancuso |

| Arbitro: | Stafoggia (Pesaro) |

|          |           |  |
| Ganz 45’ | Marcatori |  |

| San Benedetto del Tronto 23 aprile 1989 31ª giornata | Sambenedettese                | 0 – 0 | Monza | Stadio Riviera delle Palme\| Arbitro: \| Quartuccio (Torre Annunziata) \| |
| Arbitro:                                             | Quartuccio (Torre Annunziata) |       |       |                                                                           |

| Arbitro: | Dal Forno (Ivrea) |

|          |           |              |
| Ganz 69’ | Marcatori | 60’ Di Carlo |

| Arbitro: | Beschin (Legnago) |

|                           |           |               |
| Ganz 12’, 64’ Stroppa 36’ | Marcatori | 14’ Celestini |

| Ancona 21 maggio 1989 34ª giornata | Ancona         | 0 – 0 | Monza | Stadio Dorico\| Arbitro: \| Bruni (Arezzo) \| |
| Arbitro:                           | Bruni (Arezzo) |       |       |                                               |

| Monza 28 maggio 1989 35ª giornata | Monza                         | 0 – 0 | Udinese | Stadio Brianteo\| Arbitro: \| Quartuccio (Torre Annunziata) \| |
| Arbitro:                          | Quartuccio (Torre Annunziata) |       |         |                                                                |

| Arbitro: | Cafaro (Grosseto) |

|                                        |           |                         |
| La Rosa 16’, 41’ Miranda 38’ Sorce 45’ | Marcatori | 32’, 71’, 74’ Casiraghi |

| Arbitro: | Baldas (Trieste) |

|                           |           |               |
| Casiraghi 26’ Stroppa 56’ | Marcatori | 52’ Donatelli |

| Arbitro: | Stafoggia (Pesaro) |

|                                                  |           |                         |
| Monelli 27’ (rig.) Terracenere 76’ Scarafoni 87’ | Marcatori | 19’ Saini 84’ Fontanini |

### Coppa Italia

#### Prima fase
| Arbitro: | Guidi (Bologna) |

|                   |           |                |
| Notaristefano 11’ | Marcatori | 84’ Zanoncelli |

| Arbitro: | Ceccarini (Livorno) |

|               |           |             |
| Colasante 10’ | Marcatori | 57’ Mancuso |

| Arbitro: | Pezzella (Frattamaggiore) |

|                           |           |                     |
| Casiraghi 22’ Mancuso 60’ | Marcatori | 39’ (rig.) Giannini |

| Arbitro: | Satariano (Palermo) |

|              |           |  |
| Gaudenzi 61’ | Marcatori |  |

| Arbitro: | Calabretta (Catanzaro) |

|  |           |                      |
|  | Marcatori | 41’, 76’ (rig.) Ganz |

#### Seconda fase
| Arbitro: | Bruni (Arezzo) |

|                                |           |                           |
| Zanoncelli 21’ (rig.) Ganz 89’ | Marcatori | 17’, 54’ Monelli 58’ Lupo |

| Arbitro: | Fabricatore (Roma) |

|          |           |                          |
| Ganz 51’ | Marcatori | 38’ Incocciati 55’ Prytz |

| Arbitro: | Dal Forno (Ivrea) |

|                                   |           |  |
| Vialli 16’ Víctor 21’ Salsano 61’ | Marcatori |  |

## Statistiche

### Statistiche di squadra
| Competizione | Punti | In casa | In casa | In casa | In casa | In casa | In casa | In trasferta | In trasferta | In trasferta | In trasferta | In trasferta | In trasferta | Totale | Totale | Totale | Totale | Totale | Totale | DR |
| Competizione | Punti | G       | V       | N       | P       | Gf      | Gs      | G            | V            | N            | P            | Gf           | Gs           | G      | V      | N      | P      | Gf     | Gs     | DR |
| ------------ | ----- | ------- | ------- | ------- | ------- | ------- | ------- | ------------ | ------------ | ------------ | ------------ | ------------ | ------------ | ------ | ------ | ------ | ------ | ------ | ------ | -- |
| Serie B      | 34    | 19      | 6       | 12      | 1       | 18      | 9       | 19           | 1            | 8            | 10           | 13           | 23           | 38     | 7      | 20     | 11     | 31     | 32     | -1 |
| Coppa Italia |       | 4       | 2       | 0       | 2       | 6       | 6       | 4            | 1            | 2            | 1            | 4            | 5            | 8      | 3      | 2      | 3      | 10     | 11     | -1 |
| Totale       |       | 23      | 8       | 12      | 3       | 24      | 15      | 23           | 2            | 10           | 11           | 17           | 28           | 46     | 10     | 22     | 14     | 41     | 43     | -2 |

### Statistiche dei giocatori
| Giocatore     | Serie B  | Serie B | Serie B     | Serie B    | Coppa Italia | Coppa Italia | Coppa Italia | Coppa Italia | Totale   | Totale | Totale      | Totale     |
| Giocatore     | Presenze | Reti    | Ammonizioni | Espulsioni | Presenze     | Reti         | Ammonizioni  | Espulsioni   | Presenze | Reti   | Ammonizioni | Espulsioni |
| ------------- | -------- | ------- | ----------- | ---------- | ------------ | ------------ | ------------ | ------------ | -------- | ------ | ----------- | ---------- |
| M. Bolis      | 25       | 1       | ?           | ?          | 2            | 0            | ?            | ?            | 27       | 1      | ?           | ?          |
| S. Braglia    | 1        | -3      | ?           | ?          | 4            | -9           | ?            | ?            | 5        | -12    | ?           | ?          |
| M. Brioschi   | 24       | 0       | ?           | ?          | 7            | 0            | ?            | ?            | 31       | 0      | ?           | ?          |
| P. Casiraghi  | 27       | 9       | ?           | ?          | 4            | 1            | ?            | ?            | 31       | 10     | ?           | ?          |
| G. Consonni   | 35       | 0       | ?           | ?          | 8            | 0            | ?            | ?            | 43       | 0      | ?           | ?          |
| R. Fontanini  | 34       | 1       | ?           | ?          | 8            | 0            | ?            | ?            | 42       | 1      | ?           | ?          |
| M. Ganz       | 33       | 9       | ?           | ?          | 8            | 4            | ?            | ?            | 41       | 13     | ?           | ?          |
| G. Gaudenzi   | 28       | 1       | ?           | ?          | 8            | 1            | ?            | ?            | 36       | 2      | ?           | ?          |
| C. Giaretta   | 16       | 0       | ?           | ?          | 8            | 0            | ?            | ?            | 24       | 0      | ?           | ?          |
| C. Mancuso    | 37       | 4       | ?           | ?          | 7            | 2            | ?            | ?            | 44       | 6      | ?           | ?          |
| M. Nardecchia | 14       | 0       | ?           | ?          | 3            | 0            | ?            | ?            | 17       | 0      | ?           | ?          |
| G. Nuciari    | 37       | -29     | ?           | ?          | 4            | -2           | ?            | ?            | 41       | -31    | ?           | ?          |
| A. Robbiati   | 9        | 0       | ?           | ?          | 6            | 0            | ?            | ?            | 15       | 0      | ?           | ?          |
| F. Rondini    | 21       | 0       | ?           | ?          | -            | -            | -            | -            | 21       | 0      | 0+          | 0+         |
| G. Rossi      | 25       | 0       | ?           | ?          | -            | -            | -            | -            | 25       | 0      | 0+          | 0+         |
| F. Saini      | 34       | 2       | ?           | ?          | 8            | 0            | ?            | ?            | 42       | 2      | ?           | ?          |
| F. Salvadè    | 16       | 1       | ?           | ?          | 5            | 0            | ?            | ?            | 21       | 1      | ?           | ?          |
| G. Stroppa    | 37       | 3       | ?           | ?          | 6            | 0            | ?            | ?            | 43       | 3      | ?           | ?          |
| F. Tibaldo    | -        | -       | -           | -          | 1            | 0            | ?            | ?            | 1        | 0      | 0+          | 0+         |
| D. Voltolini  | 1        | 0       | ?           | ?          | 3            | 0            | ?            | ?            | 4        | 0      | ?           | ?          |
| F. Zanoncelli | 31       | 0       | ?           | ?          | 8            | 2            | ?            | ?            | 39       | 2      | ?           | ?          |